# 지쿠부섬

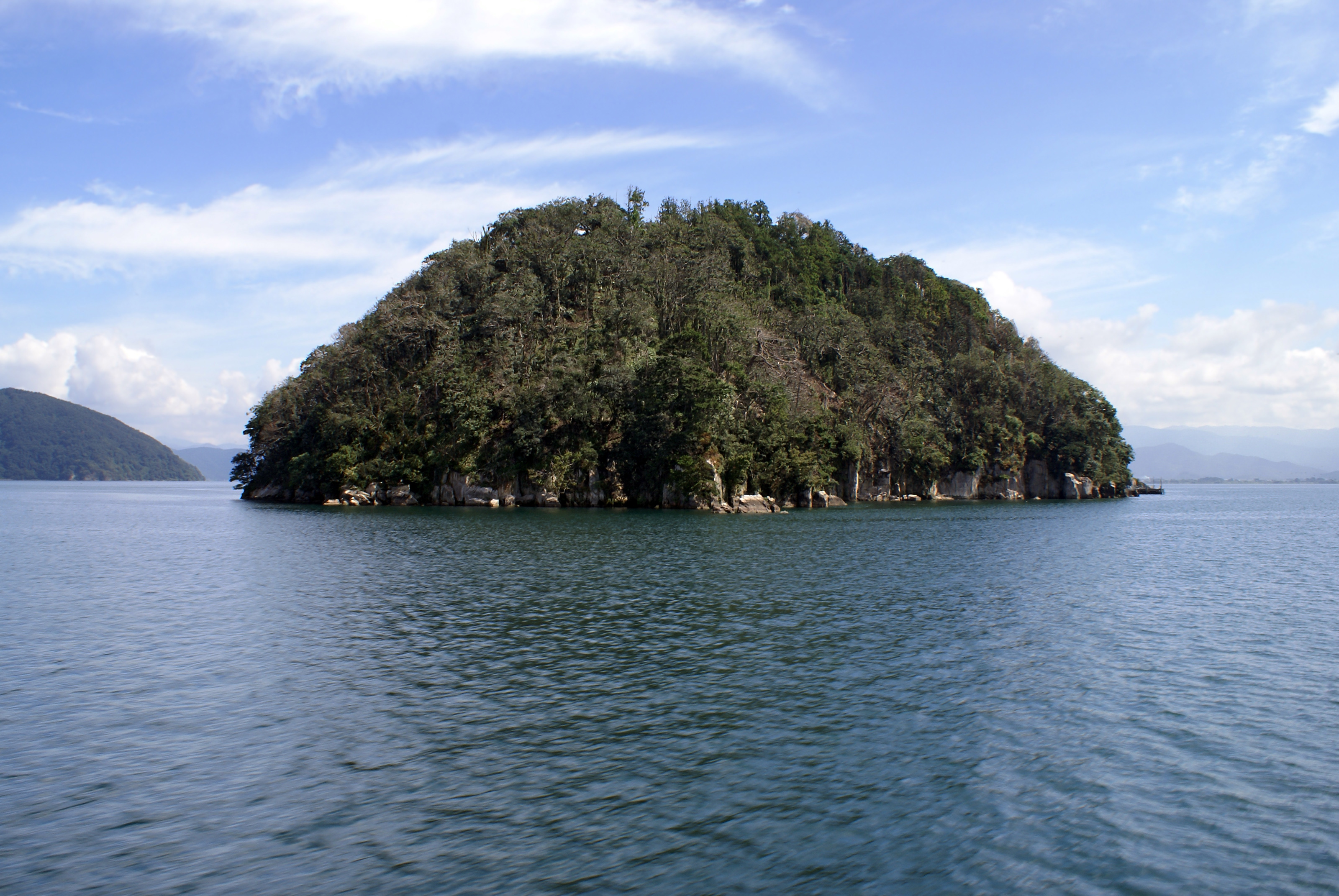
지쿠부섬

지쿠부섬(竹生島 지쿠부시마[*])은 일본 비와호 북부에 위치한 무인도로, 시가현 나가하마시 하야사키초에 속한다. 비와호에서는 오키섬에 이어 면적이 두 번째로 넓다. 비와코 국정공원 특별보호지구, 국가 명승 및 사적지로 지정되어 있다.